# François Moumbé Fotso
Sa Majesté François Moumbé Fotso est le roi des Bamougoum, situé dans le département de la Mifi, Région de l'Ouest Cameroun.

## Biographie

### Enfance, éducation et débuts
François Moumbé Fotso est arrivé sur le trône des  Bamougoum au décès de son père Jacques Fotso Kankeu en 2017,.

### Fonctions
| Vidéo externe | |
|               | Nekang Pe-mougoum - Bamougoum, 07 Septembre 2021, Rite d'initiation des jeunes Bamoungoum Sa Majesté François Moumbé Fotso lors du Nekang 2021; Par Naja TV |

Il est chef de 1er degré, la plus haute hiérarchie de chef traditionnel au Cameroun.
Il assume le rôle de gardien de la collection des objets cultuels et culturels du royaume.
Il reçoit en audience et ennoblit.
Il promeut le rassemblement des sujets du royaume.